# غيل بنسون
غيل بنسون (بالإنجليزية: Gale Benson)‏ هي عارضة بريطانية، ولدت في 4 نوفمبر 1944 في لندن في المملكة المتحدة، وتوفيت في 2 يناير 1972 في ترينيداد في ترينيداد وتوباغو بسبب اختناق.